# Cross Slab von Farr

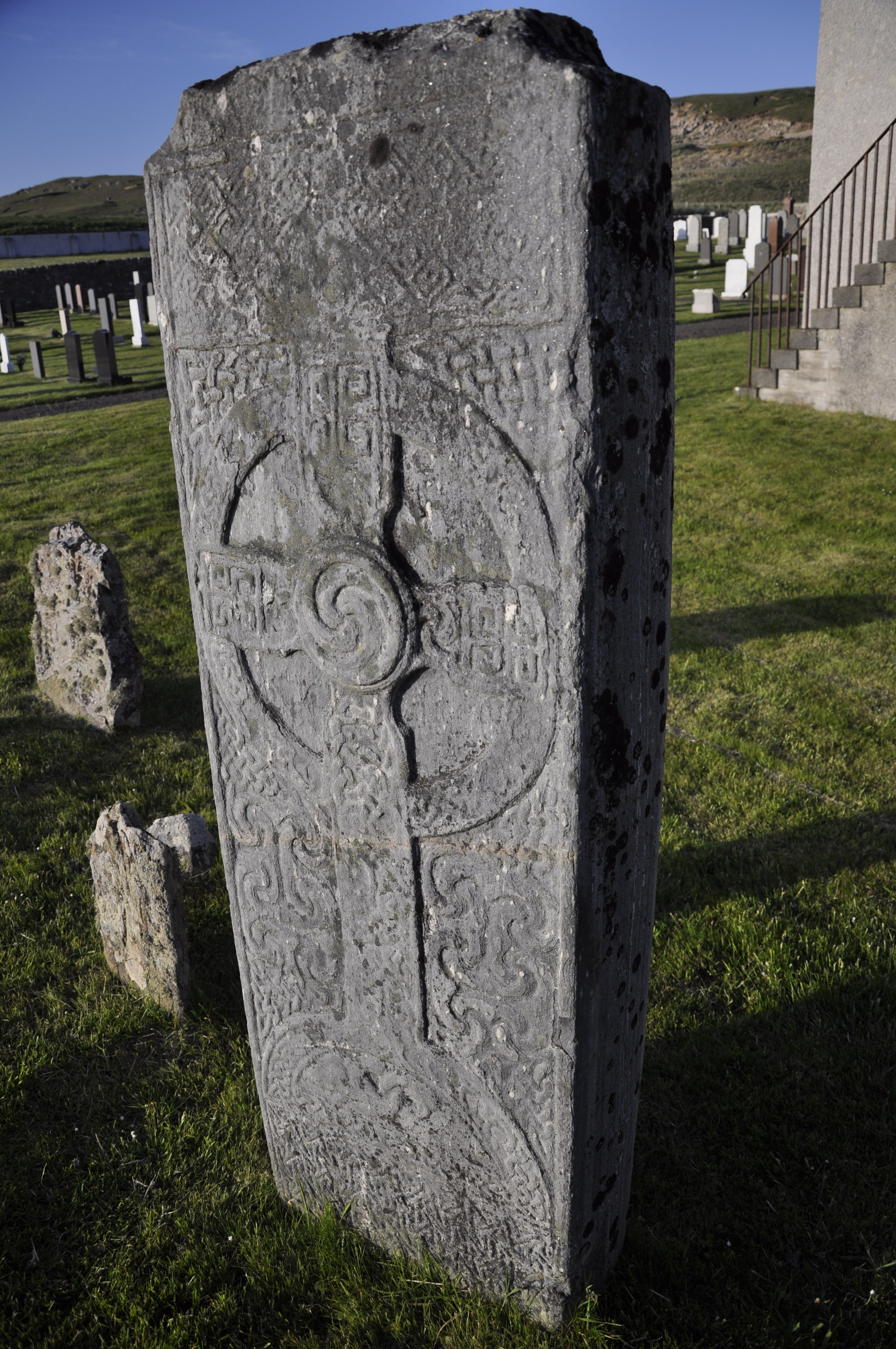
Cross-Slab von Farr

Cross Slab von Farr (auch Clachan genannt) heißt eine piktische Kreuzplatte, die neben der A836, auf dem Friedhof von Bettyhill in Sutherland im äußersten Norden der schottischen Highlands steht. Der Cross-Slab ist 2,3 m hoch und etwas mehr als 60 cm breit.
Die Kreuzplatte stammt aus dem 8. oder 9. Jahrhundert. Der Auftraggeber ließ, wohl aus Kostengründen, nur eine Seite verzieren. Das Hauptmotiv des Steins ist ein Keltenkreuz mit einer runden Basis, vor dem Hintergrund eingelegter Muster. Die vier Hauptelemente der keltischen Verzierung: Knotenwerk, Schlüsselmuster, Spiralen und zoomorphe Einbindungen bilden das Design. Keines der Muster, die von den piktischen Symbolsteinen bekannt sind, wurde hier verwendet, auch gibt es keine ikonographischen Motive, wie sie auf vielen irischen Hochkreuzen zu sehen sind. 
Von der dreifachen Spirale im Schnittpunkt der Kreuzbalken breitet sich die Verzierung in swastikaartigem Muster auf den anschließenden Bereich der Arme des Kreuzes aus. Endloses Knotwerk füllt den Rest des Kreuzes und den übrigen Stein. Der Bogen an der Basis des Kreuzes entspricht irischer Tradition, das Kreuz auf eine massive Basis zu stellen, die stilistisch gesehen einen Hügel darstellt, der hier mit einem Paar verflochtener Vögel besetzt ist.